# The Cat Lady
The Cat Lady es un videojuego de aventura gráfica de terror creada por el diseñador de videojuegos indie Remigiusz Michalski de Harvester Games que se lanzó para PC el 7 de diciembre de 2012. La historia gira alrededor de Susan Ashworth, una mujer al borde de suicidio que es elegida por fuerzas desconocidas para poner fin a los crímenes de cinco psicópatas.

## Jugabilidad
The Cat Lady es una aventura gráfica en 2D con una perspectiva de tercera persona. El jugador interactúa con el mundo de juego a través del teclado, lo que facilita jugar desde un portátil y permite usar solamente una mano en el juego. Para resolver los puzles y avanzar en la trama, el jugador obtiene objetos que puede combinar, usar o entregar a personajes no jugador (PNJs) en momentos concretos. El protagonista también conversa con los PNJs, pudiendo elegir el jugador entre varias opciones de diálogo; el desarrollo de dichas conversaciones puede afectar a la historia. En total, la aventura gráfica ofrece alrededor de cinco horas de juego.

## Argumento
El juego cuenta la historia de Susan Ashworth, una cat lady, es decir, una mujer solitaria que vive rodeada de gatos. Sin familia, sin amigos y sin esperanzas, Susan juega con la idea de suicidarse al principio de la aventura. No obstante, una fuerza misteriosa le ofrece un propósito a su vida: encontrar a “los Parásitos”, cinco psicópatas sin piedad que deambulan por la ciudad y que querrán dañar a Susan... a no ser que ella acabe antes con ellos. Con la promesa de vivir una vida mejor, Susan tiene que sobreponerse a sus debilidades (su falta de confianza en los demás, sus miedos y su apatía hacia el mundo) y encontrar a estos asesinos.
La trama, los personajes y la propia atmósfera del juego están inspirados hasta cierto punto en el videojuego Dark Seed y la obra de Stephen King.

## Desarrollo
El juego es obra del diseñador indie de origen polaco (pero residente en Reino Unido) Remigiusz Michalski, que trabajó tres años en este proyecto prácticamente en solitario y sin financiación. Al igual que con su trabajo anterior, Downfall (2009), Michalski quería alejarse de los juegos comerciales que se centraban más en gráficos impactantes, creando en su lugar un juego con una historia compleja e intimista donde los diálogos fuesen el motor de la historia. No obstante, a diferencia de lo que sucedía con su juego anterior, en este caso los gráficos del juego no han sido dibujados a mano, sino que son una mezcla de fotografía, animación y renderización. El juego posee además una banda sonora original y las voces de más de cuarenta de actores, si bien tan solo se encuentra en versión original inglesa.

## Banda sonora
The Cat Lady posee una banda sonora original compuesta por Michal Michalski, el hermano del diseñador, que se incluye de regalo con el juego. Además, el juego presenta canciones de Warmer (Jesse Gunn), Josiah Osrie del grupo español Tears of Mars y Jamo Markwell.

## Recepción
The Cat Lady ha sido aclamado por la crítica en diversas ocasiones, habiendo recibido buenas críticas y las máximas puntuaciones en webs anglosajonas especializadas en videojuegos como Future Sack y Just Adventure, pero también en webs españolas como Nivel Oculto y Survival Horror Reviews. Los críticos coincidieron unánimemente en alabar la trama, el desarrollo del personaje de Susan y la atmósfera de juego.
La web estadounidense Adventure Gamers le dio el premio al mejor historia del año, mientras que la holandesa Adventure Treff le entregó hasta cuatro galardones, entre ellos al juego más innovador.